# Короткое (Харьковская область)
Короткое (укр. Коротке) — село,
Винницко-Ивановский сельский совет,
Богодуховский район,
Харьковская область.
Код КОАТУУ — 6320881004. Население по переписи 2001 г. составляет 132 (61/71 м/ж) человека.

## Географическое положение
Село Короткое примыкает к селу Дегтяри.
Рядом проходит автомобильная дорога Р-22.

## История
- 1694 — дата основания.

## Экономика
- В селе есть молочно-товарная ферма.